# Wacholderlaubsänger
Der Wacholderlaubsänger (Phylloscopus nitidus) ist ein monotypischer Singvogel aus der Familie der Laubsängerartigen (Phylloscopidae). Er ist ein Brutvogel der bergigen Regionen des nördlichen Vorderasiens und eine seltene  Ausnahmeerscheinung in Europa.
Das Artepitheton kommt aus dem Lateinischen und bedeutet „glänzend“.

## Beschreibung

### Aussehen
Der Wacholderlaubsänger wird ca. 10 bis 11 cm groß. Er hat eine moosgrüne Oberseite und eine weißliche Unterseite, eine hellgelbe Färbung auf Wangen, Kehle und Vorderbrust, einen klar erkennbaren gelben Überaugenstreif, der die Schnabelbasis erreicht, sowie eine deutliche helle Flügelbinde, manchmal auch eine kurze zweite. Die Schnabelunterseite ist von blassorangener Farbe.

### Ähnliche Arten
Vom sehr ähnlichen Grünlaubsänger unterscheidet er sich durch eine grünlichere Färbung, insbesondere im Gesicht und am Hals, einen kürzeren Überaugenstreif, der die Stirn nicht erreicht, sowie – falls vorhanden – durch die zweite Flügelbinde.

### Stimme
Der laute und schnelle Ruf ähnelt dem des Middendorff-Laubsängers (dreisilbig „chi-zu-wi“). Die Gesangsstrophe, eine Abfolge von schnellen, scharfen Trillern, ähnelt der des Grünlaubsängers, hat aber oft ein bis drei trocken rollende Töne („tsi-tserr“) eingebaut.

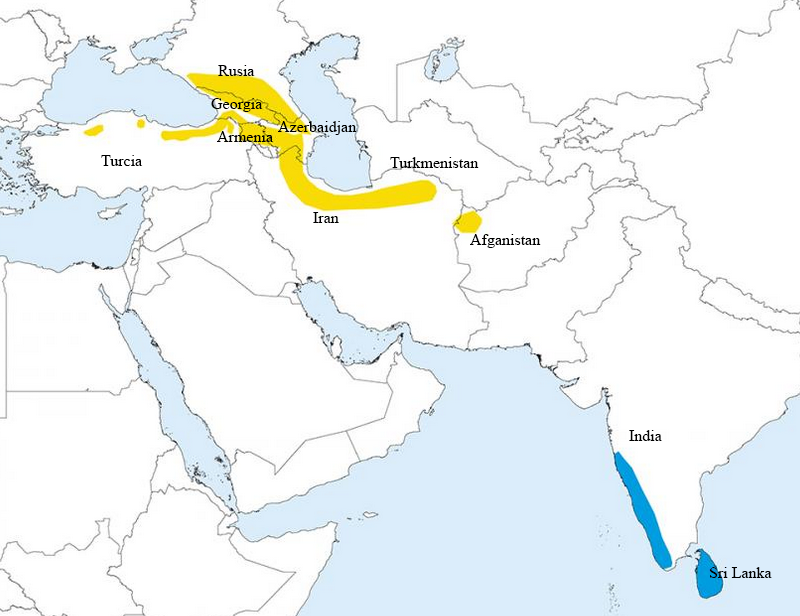
Verbreitung des Wacholderlaubsängers:
Brutgebiete
Überwinterungsgebiete

## Vorkommen und Lebensraum
Der Wacholderlaubsänger brütet in der Nordtürkei, im Kaukasus, im Nordiran und in Nordwest-Afghanistan an Berghängen mit dichtem Laub- oder Mischwald bis zur Baumgrenze. Er ist ein Zugvogel und zieht im August oder September nach Südindien und Sri Lanka, wo er in Überschneidung zum sehr ähnlichen Grünlaubsänger überwintert; Anfang Mai kehrt er wieder in die Brutgebiete zurück.
In Europa ist die Art ein seltener Irrgast. In Deutschland wurde sie bisher viermal nachgewiesen: Im Oktober 1867, im Juni 1997 und im Juni 1998 auf Helgoland, im Juni 2016 auf Mellum.

## Gefährdung
Die Art wird wegen des sehr großen Verbreitungsgebietes von etwa 1.480.000 km² in der Roten Liste der IUCN als nicht gefährdet (Least Concern) eingestuft. Die Bestände sind stabil.